# José Serrizuela
José Serrizuela est un ancien footballeur argentin né le 10 juin 1962 à Palo Pozo en Argentine. Il évoluait au poste de défenseur.
Il a connu 11 clubs différents dans sa carrière, parmi lesquels neuf clubs argentins et deux clubs mexicains.
Serrizuela a participé à la Coupe du monde 1990 avec l'équipe d'Argentine. Il a pris part à la finale perdue face à l'Allemagne. Entre 1989 et 1990 il a reçu 8 sélections en équipe nationale.

## Carrière en club
- 1980-1984 : Los Andes  Argentine
- 1985 : CA Rosario Central  Argentine
- 1986 : Club Atlético Lanús  Argentine
- 1986-1988 : Club Atlético Racing Córdoba  Argentine
- 1988-1990 : CA River Plate  Argentine
- 1990 : CD Cruz Azul  Mexique
- 1991 : CD Veracruz  Mexique
- 1991-1992 : Club Atlético Huracán  Argentine
- 1993-1996 : CA Independiente  Argentine
- 1996-1997 : Racing Club de Avellaneda  Argentine
- 1997-1998 : Club Atlético Talleres  Argentine
- 1998-2000 : Los Andes  Argentine

## Palmarès
- Finaliste de la Coupe du monde 1990 avec l'équipe d'Argentine
- Champion d'Argentine en 1990 avec River Plate
- Vainqueur du Tournoi de clôture en 1994 avec Independiente
- Champion d'Argentine D2 en 1985 avec Rosario Central et en 1998 avec Talleres